# ما يريده الرجال
ما يريده الرجال (بالإنجليزية: What Men Want)‏ هو فيلم رومانسي كوميدي أمريكي من إخراج آدم شانكمان وبطولة تاراجي بيندا هينسون، ألديس هودج، جوش برينر، إيريكاه بادو، ريتشارد راوندتري وتريسي مورغان. صدر الفيلم في 8 فبراير 2019.

## روابط خارجية
- ما يريده الرجال على موقع IMDb (الإنجليزية)
- ما يريده الرجال على موقع ميتاكريتيك (الإنجليزية)
- ما يريده الرجال على موقع روتن توميتوز (الإنجليزية)
- ما يريده الرجال على موقع بوكس أوفيس موجو (الإنجليزية)
- ما يريده الرجال على موقع فيلمافينيتي (الإسبانية)
- ما يريده الرجال على موقع قاعدة بيانات الفيلم (الإنجليزية)
- ما يريده الرجال على موقع ليتربوكسد (الإنجليزية)
- ما يريده الرجال على موقع كينوبويسك (الروسية)